# Samuel Girard
Samuel Girard (nacido el 26 de junio de 1996) es un patinador de velocidad sobre pista corta canadiense. En los Juegos Olímpicos de Pyeongchang 2018 se convirtió en el primer canadiense en ganar una prueba olímpica de 1000 metros. Ha ganado cuatro medallas, tres platas y un bronce, en campeonatos mundiales de patinaje de velocidad sobre pista corta.

## Carrera
Girard participó en el Campeonato Mundial de 2016 y ganó dos medallas de plata, en la prueba de los 1000 metros y en la competencia de relevos de 5000 metros. En ambos casos compartió podio con Charles Hamelin, varias veces medallista olímpico. Sobre ser denominado el nuevo Hamelin, declaró «No soy el segundo Charles Hamelin. Seré Samuel Girard y esta será mi carrera. Quiero hacer lo que Charles hizo y es realmente emocionante patinar con él». En la temporada siguiente, obtuvo la plata en los 1500 metros del campeonato mundial y alcanzó la tercera posición en los resultados generales de la competencia.

### Pyeongchang 2018
En agosto de 2017 se le incluyó en el equipo canadiense de los Juegos Olímpicos de Pyeongchang 2018. En inicio, no logró clasificarse a la final de los 1000 metros, sin embargo, se le dio el pase cuando su compatriota Hamelin fue penalizado por interferencia. En la final de la prueba, Girard se impuso con 1:24.650 minutos al estadounidense John-Henry Krueger y al surcoreano Seo Yira. Por lo anterior, fue el primer canadiense en ganar una prueba olímpica de 1000 metros. Posteriormente, logró el bronce en los relevos de 5000 metros junto con Charles Hamelin, Charle Cournoyer y Pascal Dion.